# Плейфэр, Уильям Генри
Уильям Генри Плейфэр (англ. William Henry Playfair) — один из крупнейших шотландских архитекторов XIX столетия.
Плейфэр родился в высокообразованной семье. Отец его был также архитектором, дядьями его были Джон Плейфэр, известный математик, и Уильям Плейфэр, экономист. В 1817 году Плейфэр поступает в Эдинбургский университет. В 1824 году он, совместно с Чарльзом Робертом Кокереллом, создаёт на холме Колтон-Хилл в Эдинбурге Национальный монумент Шотландии — мемориал, посвящённый памяти шотландцев, павших в Наполеоновских войнах.
Плейфэр работал над обустройством Нового города. В 1827—1828 годах Плейфэр строит церковь Св. Стефана на площади Св. Стефана в Эдинбурге. В 1830—1832 он создаёт здания Королевского хирургического колледжа и в 1846—1850 годах — Нового колледжа (оба — в Эдинбурге).
Двумя наиболее известными постройками, возведёнными по проектам Плейфэра, являются здания Национальной галереи Шотландии и Королевской Шотландской Академии, расположенные в центральной части Эдинбурга. Так же участвовал в строительстве здания Городской обсерватории Эдинбурга.

## Работы Плэйфэра

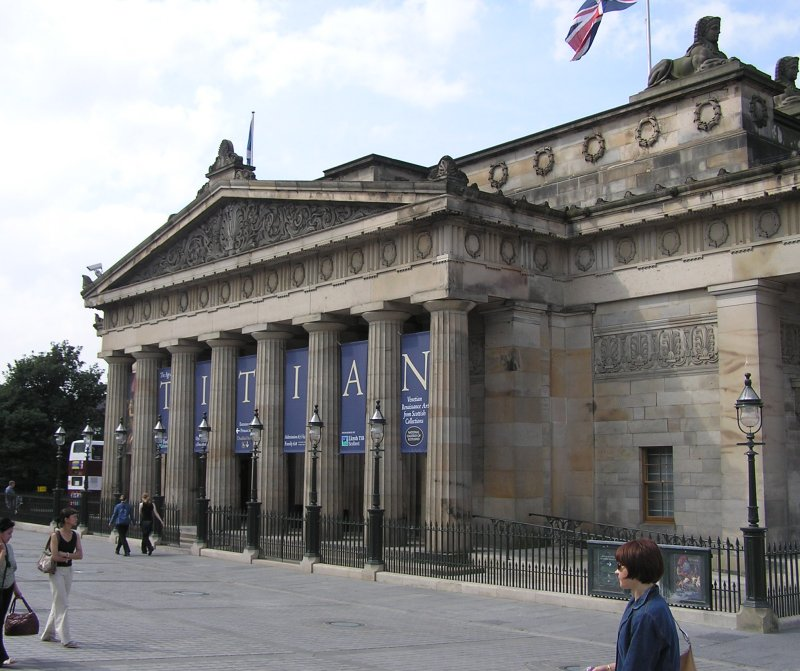
Королевская шотландская академия (1850)
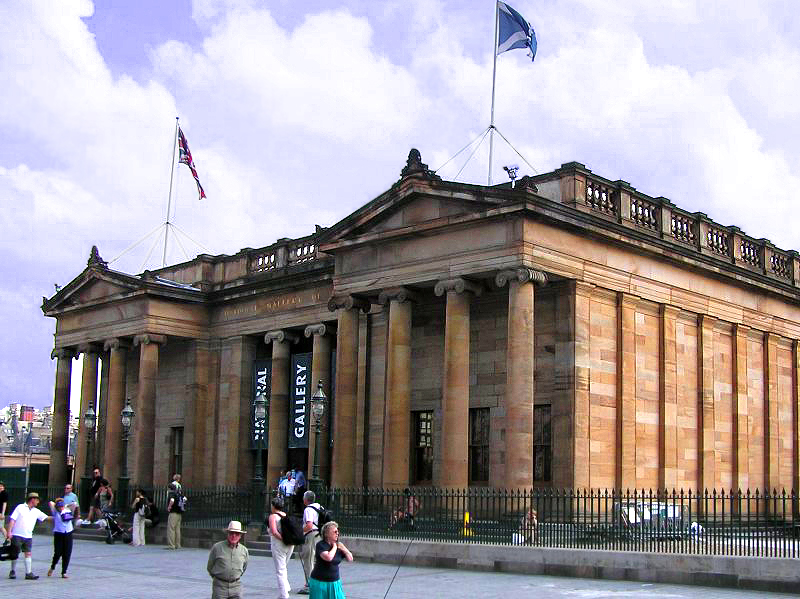
Национальная галерея Шотландии
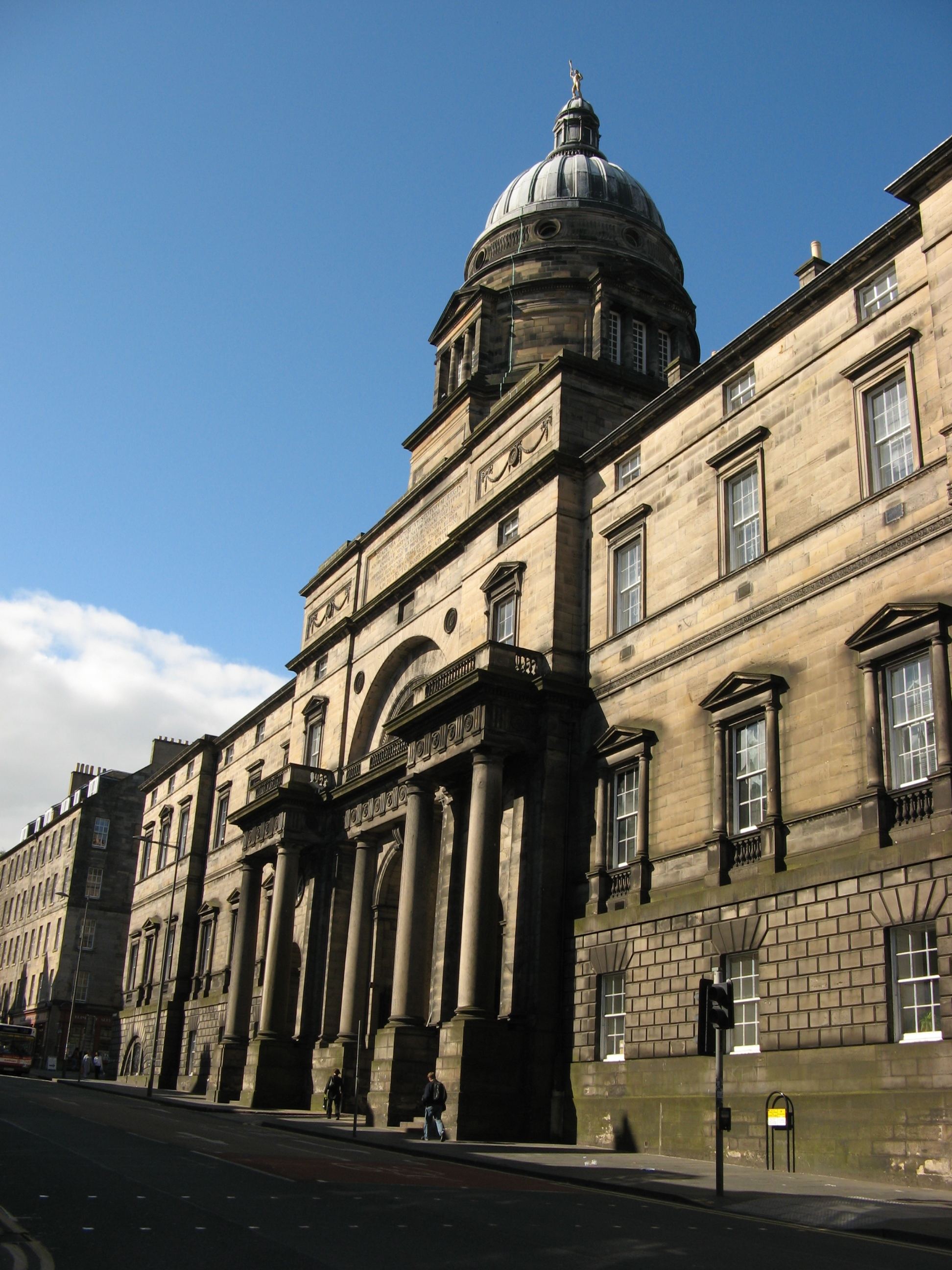
Старый Колледж (Эдинбургский университет)
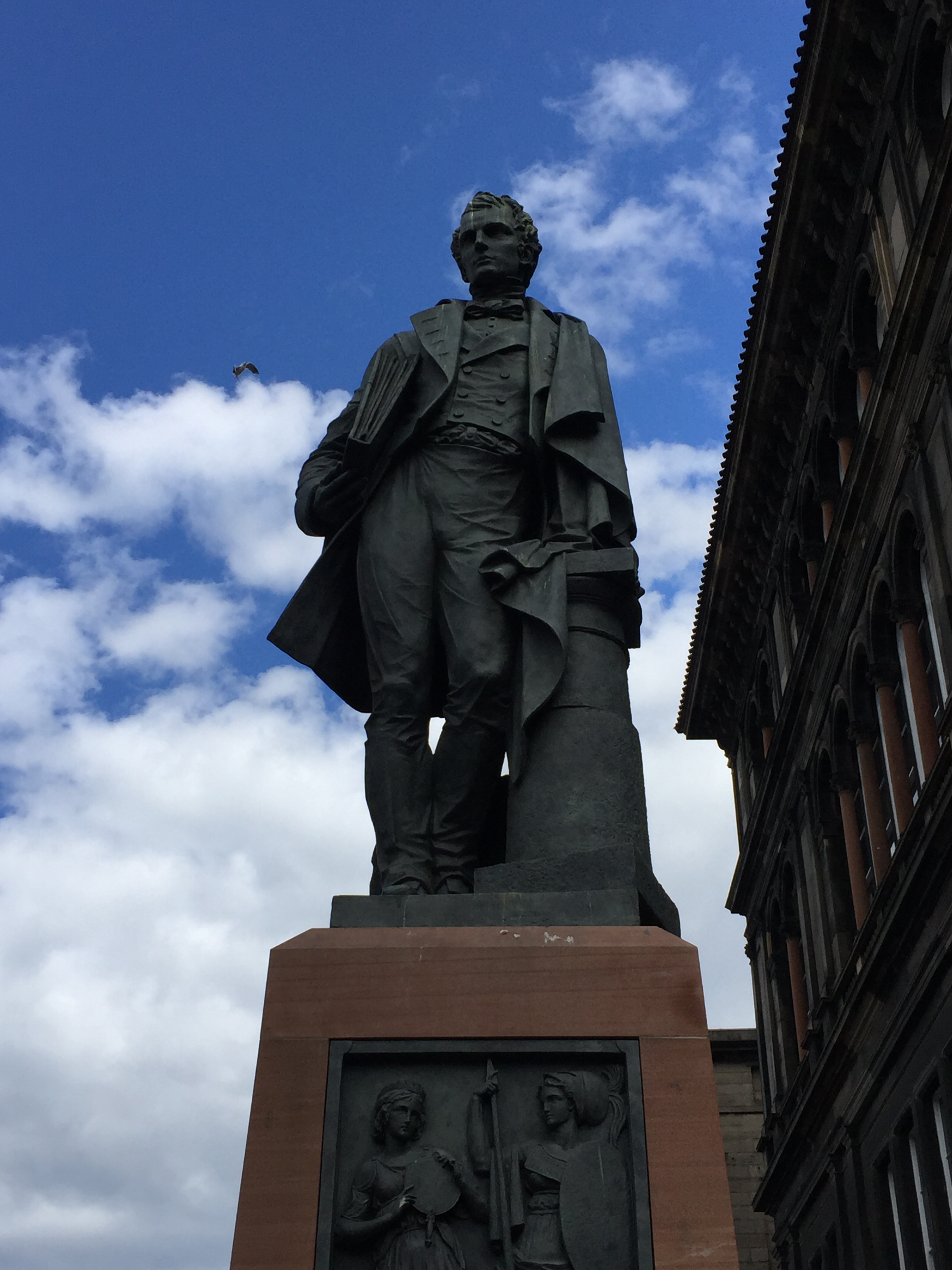